# Taphrina carpini
Espèce
Taphrina carpini est une espèce de champignons (Fungi) ascomycètes de la famille des Taphrinaceae et du genre Taphrina. Ce microchampignon phytopathogène et galligène provoque la maladie du balai de sorcière sur les Charmes européens. Comme tous les Taphrinomycetes, cette espèce présente un stade sous forme d'hyphes producteurs de galle et un stade sous forme de levure se nourrissant a priori de matière organique en décomposition mais ce dernier stade n'est pas connu.

## Description

### Macroscopie

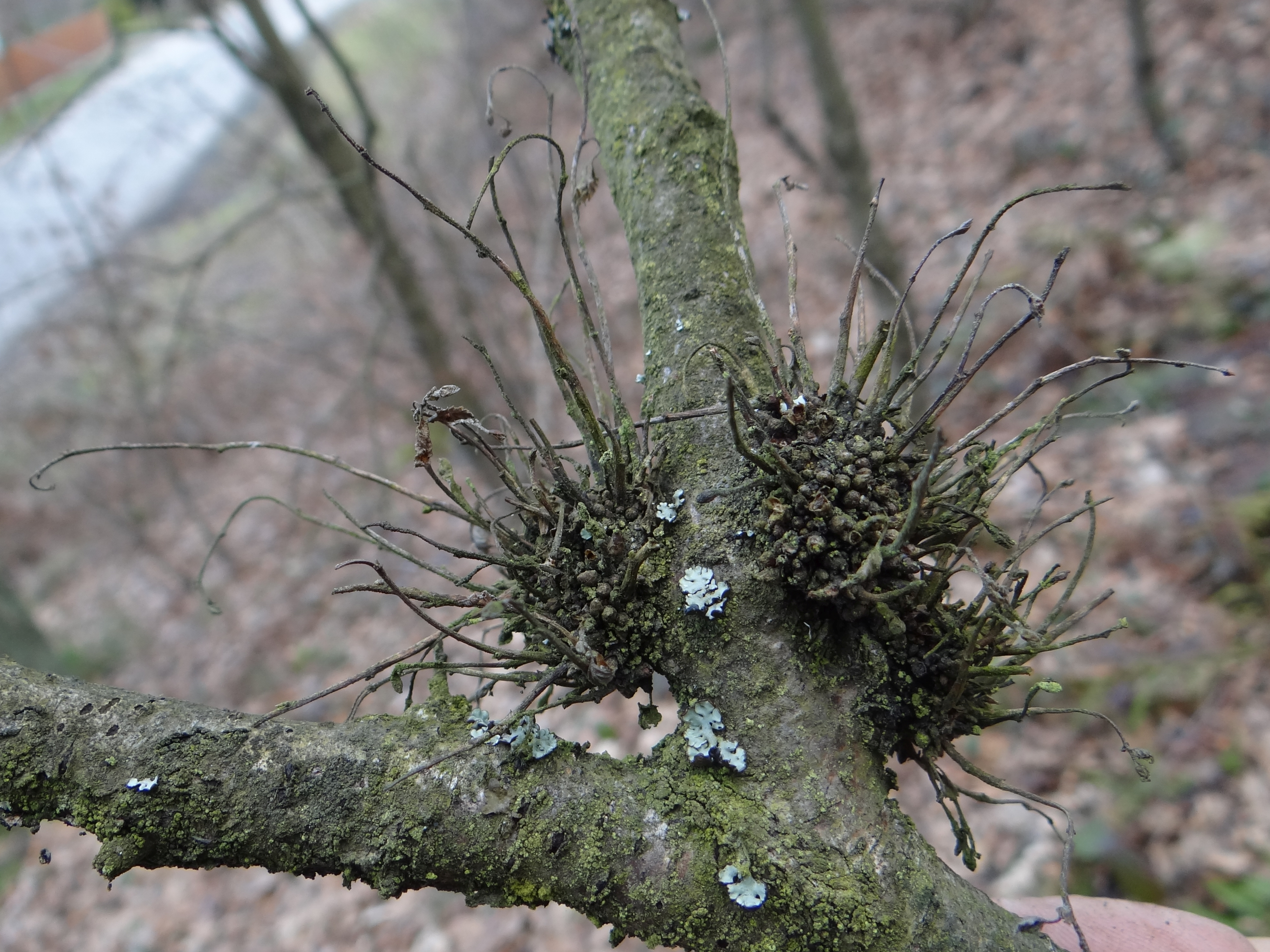
Balai de Taphrina carpini en hiver (Pologne).

Taphrina carpini provoque l'apparition de balais de sorcière pérennes nettement développés qui se manifestent par la formation d'une abondante ramification de branches minces, de longueurs différentes et agglomérées en boules denses sur les rameaux terminaux, les branches maîtresses ou les troncs. La face supérieure des feuilles infectées est élargie et gonflée, soit dans leur ensemble, soit une partie seulement. Au printemps, elles sont colorées de vert jaunâtre et les tissus foliaires sont fins. La face inférieure des feuilles est recouverte d'asques qui forment une couverture gris-blanc. A ce stade, les feuilles s'enroulent de manière convexe et, au milieu de l'été, à la suite de l'hypertrophie et de l'hyperplasie des tissus foliaires, elles sèchent, deviennent brunes et restent sur les rameaux jusqu'à l'automne,,. 

### Microscopie
Le mycélium du champignon se trouve entre les cellules de l'écorce de branches du balai âgées d'un an et demi, dans les écailles des bourgeons et dans les jeunes feuilles poussant à partir des bourgeons. Le mycélium végétatif forme des hyphes cylindriques allongés, divisés par des cloisons, et contient un ou deux noyaux. Au cours de leur développement ultérieur, la cuticule se rompt et les cellules fongiques s'allongent pour former des asques. Ces derniers sont unicellulaires, ovales, arrondis dans leur partie apicale, élargis dans leur partie basale et attachés aux cellules hôtes par une gaine. Ils mesurent généralement 20 à 25 μm de long pour 10 à 12 μm de large. et contiennent 8 ascospores ovales ou rondes 3,5 à 5,5 μm de diamètre. Elles bourgeonnent en blastospores ovoïdes mesurant de 2,5 à 3,5 μm de long pour 2 à 3 μm de large,.

## Écologie et répartition
Taphrina carpini est une espèce assez rare qui parasite Carpinus betulus en Europe de l'Angleterre à la Russie européenne et Carpinus orientalis en Russie et en Suède. La température semble être le facteur limitant, le champignon préférant les stations les plus thermophiles,,.

## Espèce proche
Une espèce proche, Taphrina australis, parasite les Charmes d'Amérique du Nord.

## Synonymie
Taphrina carpini a pour synonymes :
- Ascomyces trientalis var. carpini (Rostr.) Quél.
- Exoascus carpini Rostr.
- Lalaria carpini Á.Fonseca, J.Inácio & M.G.Rodrigues
- Taphrina carpini Rostrup